# Ewa Agnieszka Grabowska
Ewa Agnieszka Grabowska (ur. 11 grudnia 1985) – polska brydżystka, Arcymistrz (PZBS).

## Wyniki brydżowe

### Zawody światowe
W rozgrywkach światowych zanotowała następujące miejsca:
| Zawody Światowe. Konkurencja Teamów | Zawody Światowe. Konkurencja Teamów | Zawody Światowe. Konkurencja Teamów | Zawody Światowe. Konkurencja Teamów | Zawody Światowe. Konkurencja Teamów | Zawody Światowe. Konkurencja Teamów |
| Rok                                 | Miejscowość                         | Zawody                              | Kategoria                           | Team                                | Pozycja                             |
| ----------------------------------- | ----------------------------------- | ----------------------------------- | ----------------------------------- | ----------------------------------- | ----------------------------------- |
| 2010                                | Filadelfia                          | 13. Seria Mistrzostw Świata         | Miksty                              | De Botton                           | 12                                  |
| 2010                                | Filadelfia                          | 13. Seria Mistrzostw Świata         | Dziewczęta                          | Poland                              | 1                                   |

| Mistrzostwa Świata. Konkurencja par | Mistrzostwa Świata. Konkurencja par | Mistrzostwa Świata. Konkurencja par   | Mistrzostwa Świata. Konkurencja par | Mistrzostwa Świata. Konkurencja par | Mistrzostwa Świata. Konkurencja par |
| Rok                                 | Miejsce                             | Zawody                                | Kategoria                           | Partner                             | Pozycja                             |
| ----------------------------------- | ----------------------------------- | ------------------------------------- | ----------------------------------- | ----------------------------------- | ----------------------------------- |
| 2010                                | Filadelfia                          | 13. Mistrzostwa Świata                | Miksty                              | Jacek Kalita                        | 316                                 |
| 2006                                | Pieszczany                          | 6. Młodzieżowe Mistrzostwa Świata Par | Juniorzy                            | Piotr Nawrocki                      | 58                                  |
| 2003                                | Tata                                | 5. Młodzieżowe Mistrzostwa Świata Par | Juniorzy                            | Joanna Krawczyk                     | 55                                  |

### Zawody europejskie
W rozgrywkach europejskich zanotowała następujące miejsca:
| Zawody Europejskie. Konkurencja Teamów | Zawody Europejskie. Konkurencja Teamów | Zawody Europejskie. Konkurencja Teamów         | Zawody Europejskie. Konkurencja Teamów | Zawody Europejskie. Konkurencja Teamów | Zawody Europejskie. Konkurencja Teamów |
| Rok                                    | Miejscowość                            | Zawody                                         | Kategoria                              | Team                                   | Pozycja                                |
| -------------------------------------- | -------------------------------------- | ---------------------------------------------- | -------------------------------------- | -------------------------------------- | -------------------------------------- |
| 2009                                   | Abacja                                 | 1. Akademickie Mistrzostwa Europy              | Open                                   | WARSAW 1                               | 11                                     |
| 2009                                   | Brasov                                 | 22. Europejskie Młodzieżowe Mistrzostwa Teamów | Dziewczęta                             | Poland                                 | 1                                      |
| 2005                                   | Riccione                               | 20. Europejskie Młodzieżowe Mistrzostwa Teamów | Dziewczęta                             | Poland                                 | 4                                      |
| 2004                                   | Praga                                  | 19. Europejskie Młodzieżowe Mistrzostwa Teamów | Dziewczęta                             | Poland                                 | 3                                      |

| Zawody Europejskie. Konkurencja Par | Zawody Europejskie. Konkurencja Par | Zawody Europejskie. Konkurencja Par    | Zawody Europejskie. Konkurencja Par | Zawody Europejskie. Konkurencja Par | Zawody Europejskie. Konkurencja Par |
| Rok                                 | Miejscowość                         | Zawody                                 | Kategoria                           | Partner                             | Pozycja                             |
| ----------------------------------- | ----------------------------------- | -------------------------------------- | ----------------------------------- | ----------------------------------- | ----------------------------------- |
| 2008                                | Wrocław                             | 4. Europejskie Mistrzostwa Młodzieżowe | Dziewczęta                          | Alicja Dykier                       | 8                                   |

## Klasyfikacje brydżowe
- Ewa Agnieszka Grabowska – klasyfikacja PZBS
- Ewa Agnieszka Grabowska – klasyfikacja EBL (ang.)
- Ewa Agnieszka Grabowska – klasyfikacja WBF (ang.)